# Второе завоевание Курдистана (1834—1850)
Второе завоевание Курдистана (тур. Kürdistan'ın Fethi, курд. داگیرکردنی کوردستان) — завоевание Курдистана Османской империей в период 1834—1850 годов.

## Предыстория конфликта
В XIX в. начался резкий подъём курдского национализма, поэтому для турок появилась угроза создания независимого Курдистана, который бы объединял бы все полунезависимые и независимые курдские эмираты на территориях Османской Империи (Соран, Бадинан, Бохтан, Шейхан и т.д.). Кроме этого, выступления курдов против гнета турецких султанов происходили на фоне глубокого кризиса и упадка Османской империи. С начала XIX в. Курдистан непрерывно потрясали мощные восстания. В первой половине XIX в. главной ареной курдского движения были современные Южный Курдистан, Западный Курдистан и Северный Курдистан.

## Ход войны

### Соотношение сил
Силы османов значительно превосходили курдские. До начала завоевания турками курдских княжеств, в 1818 году Мир Мухаммед провозгласил себя «эмир мансуром» — независимым правителем. Численность своего войска он довёл до 15 тыс. человек, наладил в Равандузе изготовление холодного и огнестрельного оружия и выпуск боеприпасов. В знак независимости от Османской империи он начал выпуск золотых, серебряных и медных монет, на лицевой стороне которых чеканилась надпись «Ал амир мансур Мухаммед-бей».

### Начало
Началось завоевание с того, что в 1834 году османский султан Махмуд II, у которого после заключения в предыдущем году мира с Мухаммедом Али Египетским руки были развязаны, направил против курдского эмира княжества Соран 40-тысячную армию во главе со своим лучшим полководцем Рашидом Мехмед-пашой. Летом армия Рашида начала наступление на Соран и подошла было к Равандузу, но наступившая зима заставила её отступить. В 1836 году Рашид Мехмед-паша предпринял новый поход на Курдистан. В конце августа османская армия окружила Равандуз. Поскольку войскам эмира не хватало воды и продовольствия, он решил сдаться на предложенных ему почётных условиях.

### Конец
Пленный Мир Мухаммед был отправлен в Стамбул и вскоре убит там по приказу Махмуда II. Эмират Соран был ликвидирован, его территория перешла под прямое управление османских властей. В течение всей осени османские войска занимались утверждением своей власти в пределах бывшего эмирата, убив при этом 10 тыс. курдов. Но велики были и потери в турецкой армии, причём к потерям в боях добавились и потери от вспыхнувшей эпидемии холеры. От холеры в январе 1837 года умер в Диярбакыре и сам Рашид Мехмед-паша.
Хотя эмират Бадинан был захвачен на протяжении всего нескольких лет, он так и не смог полностью оправиться после периода оккупации. Власти Османской империи ликвидировали в 1843 году Бадинан и включили территории эмирата в мосульский санджак (с 1879 года Вилайет Мосул).

## Итоги

### Курдские княжества
Курдистан был раздроблен на множество княжеств, которых курды так и не сумели объединить в одно национальное общекурдское централизованное государство:
- Соран (ликвидирован в 1836 году[2]);
- Бахдинан (ликвидирован в 1843 году[8]);
- Бохтан (ликвидирован в 1847 году[8]);
- Бабан (ликвидирован в 1850 году);
- Хаккяри (ликвидирован в 1847 году[9]);
- Битлис (ликвидирован);
- Баязет (ликвидирован);
- Шейхан (ликвидирован в 1832 году);
- Милан (ликвидирован);
- Дожик (ликвидирован);
- Халиди (ликвидирован);
- Зиркан (ликвидирован в 1835 году);

- Махмуди (ликвидирован в 1839 году[10]);

В 1835 году, на территориях Османской Империи, курдские эмиры контролировали ~150 000 км² (города: Эрбиль, Сулеймания, Киркук, Битлис, Равандуз, Баязет, Мардин, Синджар и т.д.).

### Общий итог
Победила Османская Империя, которая второй раз покорила земли Курдистана. Курдские восстания были жестоко подавлены и обе стороны понесли большие потери.